# Matías Tolsà
Matías Tolsà (Villa Constitución, 14 de marzo de 1983) es un ilustrador, viñetista, caricaturista y artista gráfico argentino. Desde muy pequeño se instaló en la ciudad catalana de Lleida. Cuenta con premios internacionales, entre los que destaca el Grand Prix del World Press Cartoon de 2022, uno de los premios más prestigiosos del mundo en el ámbito de la ilustración y caricatura.
Inicia su carrera en medios locales y autonómicos como Lectura, Diari Segre, La Mañana, El Triangle, entre otros, así como en la sección de La Videovinyeta en el programa Els Matins de TV3.
A nivel estatal e internacional también desempeña un papel destacado, con publicaciones frecuentes en el semanario el Jueves, o ilustraciones en la revista argentina Orsai (de la cual forma parte también del equipo directivo). 

## Premios y distinciones
- Grand Prix World Press Cartoon 2022[5]
- 1er Premio Caricatura World Press Cartoon 2022
- Doble Mención de Honor en PortoCartoon 2021 (Portugal)
- Premi Ara de Comic 2020, junto con María Climent[6]
- 2º Premio Caricatura PortoCartoon 2020 (Portugal)[7]
- Mención de Honor Boston 2010 (USA)
- 1er Premio Caricatura Humoreix. 2010 (Spain)